# Tomaso Zanoletti
Tomaso Zanoletti (Cortemilia, 4 febbraio 1944) è un politico italiano.

## Biografia
Nato a Cortemilia, in provincia di Cuneo, dopo aver frequentato il Liceo salesiano Valsalice di Torino, si laurea prima in giurisprudenza e poi in scienze politiche presso l'Università di Torino. Consegue l'abilitazione alla professione forense e successivamente ottiene la cattedra per l'insegnamento di storia e filosofia negli istituti liceali.
Già dirigente dell'Azione Cattolica e della Federazione Universitaria Cattolica Italiana, dal 1978 al 1982 è sindaco effettivo dell'Istituto Mobiliare Italiano, mentre dal 1985 al 1994 è membro del consiglio di amministrazione della Cassa di Risparmio di Asti.
Esponente della Democrazia Cristiana (DC), è stato sindaco del comune di Alba dal 1977 fino al 1990. In quel periodo fonda e presiede i Consorzi per la Depurazione delle Acque reflue, per la Metanizzazione, per la Raccolta e lo Smaltimento dei Rifiuti. Nel 1990 viene eletto consigliere regionale alle elezioni regionali in Piemonte nella circoscrizione di Cuneo, ottenendo 28.000 preferenze.

### Elezione a senatore
Nel 1994, con lo scioglimento della DC, aderisce alla rinascita del Partito Popolare Italiano (PPI) di Mino Martinazzoli, dove alle elezioni politiche del 27 marzo viene candidato al Senato della Repubblica, ed eletto senatore tra le liste del Patto per l'Italia (coalizione a cui aderiva il PPI).
Il 18 maggio 1994 non prende parte al voto di fiducia al primo governo Berlusconi, assieme ai colleghi Luigi Grillo, Nuccio Cusumano e Vittorio Cecchi Gori, risultando determinante nella formazione del nuovo esecutivo.

#### CDU, CCD e UDC
Nel 1995 segue la scelta di Rocco Buttiglione, favorevole ad un'alleanza con Forza Italia di Silvio Berlusconi, aderendo ai Cristiani Democratici Uniti (CDU), dove alle politiche del 1996 viene ricandidato a Palazzo Madama e rieletto all'interno del Polo per le Libertà con il ruolo di vice-capogruppo vicario dei CDU al Senato.
Nel 1998, in seguito alla decisione del CDU di avviare il progetto neo-centrista dell'Unione Democratica per la Repubblica (UDR) di Francesco Cossiga, abbandona il partito, insieme ad altri esponenti CDU, e approda al Centro Cristiano Democratico di Pier Ferdinando Casini. Ne diventa Presidente del gruppo senatoriale e Segretario regionale del Piemonte.

### Presidente della Commissione Lavoro
Alle elezioni politiche del 2001 viene rieletto nella Casa delle Libertà e diventa Presidente della Commissione Lavoro del Senato della Repubblica.
Nel 2002 aderisce all'Unione dei Democratici Cristiani e di Centro, diventandone segretario della sezione piemontese.
È riconfermato al Senato nel 2006 come vice capogruppo vicario al Senato.

### Ritorno al senato col PdL
Alle politiche del 2008 aderisce ai Cattolici Liberali accolti nella lista del Popolo della Libertà (che univa Forza Italia e Alleanza Nazionale), dove viene ricandidato al Senato nella circoscrizione Piemonte, risultando il primo dei non eletti. Ma nel 2009 ritorna al Senato, subentrando a Ugo Martinat, in seguito alla sua dipartita a causa di un tumore ai polmoni; rimane in carica fino al 2013. Molti suoi interventi al Senato di quest'ultimo periodo sono riportati sul sito web di Radio Radicale.
Dal 2001 al 2006 è Presidente dell'Intergruppo Parlamentare per i Piccoli Comuni; dal 2006 al 2008 è Presidente dell'Associazione parlamentare di amicizia Italia - Cina; dal 2008 è presidente dell'associazione Parlamentare di amicizia Italia - Bangladesh.

## Onorificenze
Ha ricevuto l'Ambrogino d'oro dalla città di Milano. 
Nel 1987 stato nominato cittadino onorario della città di Gassin in Francia e successivamente, nel 2015, del Comune di Monteu Roero (Cuneo).

## Altre cariche e funzioni
Da sempre Tomaso Zanoletti s'interessa alle problematiche connesse alla produzione dei vini e al turismo.
Nel 1987 è stato eletto Presidente dell'Associazione Nazionale Città del Vino.
Dal 2000 al 2019 è stato Presidente dell'Enoteca regionale piemontese Cavour. In quella veste ha organizzato l'Asta Mondiale del Tartufo bianco d'Alba, che ha visto la partecipazione costante di alte personalità della politica, della cultura e dello spettacolo italiano e internazionale.
Dal 2002 al 2006 è Presidente del Comitato Nazionale per la Tutela e la Valorizzazione delle Denominazioni dei Vini, istituito nel 1992 dal Ministero delle Politiche Agricole e Forestali.
Nel 2007 fonda e presiede l'Osservatorio Nazionale sul Consumo consapevole del Vino, sotto l'egida del quale viene pubblicato il testo scientifico La verità sul vino, di Attilio Giacosa e Mariangela Rondanelli, e vengono organizzati convegni internazionali di altissimo livello.
Dal 2022 è Gran Maestro dell'Ordine dei Cavalieri del Tartufo e dei Vini di Alba

## Pubblicazioni
- Uno sguardo dalle torri. Alba 1936-2015, L'Artigiana, Alba, 2015.

- Alba, una piccola grande città. Lineamenti della sua lunga storia, L'Artigiana, Alba, 2024.